# Стиллагуамиш
Стиллагуамиш (англ. Stillaguamish Reservation) — индейская резервация, расположенная на Северо-Западе США в северо-западной части штата Вашингтон.

## История
Стиллагуамиши подписали договор Пойнт-Эллиотт с американскими властями в 1855 году. Для племени не было создано отдельной резервации — некоторые переехали в резервацию Тулейлип, но большинство осталось в своём традиционном районе вдоль реки Стиллагуамиш.
Стиллагуамиш сохранили свои права на рыболовство и получили федеральное признание в качестве племени в 1976 году. В 2014 году федеральное правительство предоставило племени небольшую резервацию площадью 26 гектаров. К 2021 году стиллагуамиши смогли увеличить свои земли до 3,99 км². 

## География
Резервация расположена в северо-западной части штата Вашингтон на северо-западе округа Снохомиш, к северо-западу от современного города Арлингтон. Она состоит из семи несмежных частей. Общая площадь Стиллагуамиш составляет 3,99 км², включая трастовые земли. Штаб-квартира племени находится в городе Арлингтон.

## Демография
В 2019 году в резервации проживало 2 человека, которые были идентифицированы как белые. Фактически, резервация является местом расположения администрации племенного правительства, а не жилым районом.

## Комментарии
1. ↑  Сам город не входит в состав резервации, а является лишь штаб-квартирой племени.